# 古川裕隆
古川 裕隆（ふるかわ ゆたか、12月3日 - ）は、日本の男性声優。ぷろだくしょんバオバブ所属。宮崎県小林市出身。

## 人物
資格は普通自動車免許、自動二輪免許（中型）。特技は楽器演奏（ベース）。趣味はソロベース、ツーリング。方言は宮崎弁。語学は中国語（簡単な会話程度）。

## 出演

### テレビアニメ
2011年
- 快盗天使ツインエンジェル〜キュンキュン☆ときめきパラダイス!!〜

2012年
- 黒魔女さんが通る!!
- ドラえもん（テレビ朝日版第2期）（2012年 - 2021年、係員、男D、酒屋さん、作業員、宅配の人 他）

2013年
- 世界でいちばん強くなりたい!（観客）
- 探検ドリランド -1000年の真宝-（住民）

2014年
- 繰繰れ! コックリさん（クラスメイト）
- トライブクルクル（2014年 - 2015年、MCバッツ、ヤンキー、ヤング三郎）
- 忍たま乱太郎（2014年 - 2021年、屈木伊太郎〈3代目〉、ドクタケ忍者、兵士）
- 信長協奏曲
- マケン姫っ!通（平汰レオ）
- 名探偵コナン（2014年 - 2023年、山田巡査、男性、刑事、中島敬史）

2015年
- 俺物語!!（名梨）
- 銀魂 シリーズ（2015年 - 2017年、隊士C、真選組隊士、ネコ耳男、攘夷志士B） - 2シリーズ
- クレヨンしんちゃん（2015年 - 2016年、若者B、ディレクター、マスコミの男）
- ブレイブビーツ（地獄の踊り子）
- ルパン三世 PART IV（スカウトB）

2016年
- 逆転裁判 〜その「真実」、異議あり!〜（ベン / 木住勉、リロ）
- 新あたしンち（旦那衆A）
- ユーリ!!! on ICE（記者）

2017年
- Re:CREATORS（自衛隊員）

2018年
- キリングバイツ（カメレオンA）
- Caligula -カリギュラ-（取り巻きC）

2020年
- 魔女の旅々（役人A）
- アイドリッシュセブン Second BEAT!（解説者）

2023年
- REVENGER（漢方屋、唐人男性客A）
- 贄姫と獣の王（ハイエナ族B）

### 劇場アニメ
- シンドバッド（2015年）
- 映画ドラえもん のび太の宇宙英雄記（2015年、オーゴン）
- クレヨンしんちゃん 爆盛!カンフーボーイズ〜拉麺大乱〜（2018年、研究員D）
- 映画ドラえもん のび太の宇宙小戦争 2021（2022年、ピシア兵）

### OVA
- 史上最強の弟子ケンイチ（2013年、部下）※単行本第53巻OVA付き特装版

### Webアニメ
- クレヨンしんちゃん外伝 おもちゃウォーズ（2016年、バイト）

### ゲーム
- ラングリッサー シュヴァルツ（2011年、キアン 他）
- ディアブロIII（2012年）
- DIABOLIK LOVERS（2012年）
- タワー オブ アイオン 4.0（2013年、ヴェルデン 他）
- ドラえもん のび太の宇宙英雄記（2015年、オーゴン）
- クレヨンしんちゃん 激アツ! おでんわ〜るど大コン乱!（2017年、ツミレの父）
- ファイナルファンタジーVII リメイク（2020年）

### ドラマCD
- オジサマ専科Vol11
- まおゆう魔王勇者 外伝（2010年、家臣、兵士、魔族）

### 吹き替え

#### 映画
2011年
- スーパーサイクロン（スタッブズ、コネリー 他）
- UFO 侵略（兵士、中年男）

2012年
- アルティメット・ディザスター（スタッブズ、コネリー 他）
- ウェイバック -脱出6500km-（カジク〈セバスチャン・アーツェンドウスキ〉）
- 007 スカイフォール（乗客F、警官）

2013年
- バロン ほらふき男爵の冒険（月の住人、婚約者）
- ファイアー・レスキュー（医師 他）

2014年
- 観相師 -かんそうし-（キム・スンギュ）
- サスペクト 哀しき容疑者（チュ記者〈キム・ミンジェ〉）
- ザ・ホスト 美しき侵略者（ブラント〈ムスタ・ファ・ハリス〉）
- ラストベガス（ディーン〈ジェリー・フェレーラ〉）
- リベリオン ワルシャワ大攻防戦（ヴワデック）

2015年
- アイスマン 超空の戦士（サッ・ゴウ〈ワン・バオチャン〉）
- グッド・ライ 〜いちばん優しい嘘〜（ジェームズ）
- ザ・レジェンド（ペン〈バイロン・ローソン〉）
- 白い沈黙（サム）
- マッドマックス 怒りのデス・ロード（引っ張るウォー・ボーイ）
- ミス・メドウズ 〜悪魔なのか? 天使なのか?〜（スカイラー〈カラン・マルヴェイ〉）

2016年
- オートマタ
- SHERLOCK/シャーロック 忌まわしき花嫁
- ロボシャーク vs. ネイビーシールズ（ルイ〈アイザック・ヘイグ〉）

2017年
- ギャンブラー（ポール〈クリフ・チェンバレン〉）

2018年
- グレイテスト・ショーマン（犬少年）
- ROMA/ローマ（フェルミン〈ホルヘ・アントニオ・ゲレーロ〉）

#### ドラマ
- iCarly（男子）
- イニョプの道
- 王の顔（定遠君 他）
- GIRLS/ガールズ5
- クリミナル・マインド FBI行動分析課9（ギャリソン）
- サム&キャット（タイラー）
- GCB 〜キラめく女の逆襲バトル〜（ルーク、ランドリー 他）
- スーパーナチュラル10（ロスコ、手下、学生）
- 超能力ファミリー サンダーマン（タイラー）
- デビアスなメイドたち（ジェイ）
- ねじれた疑惑（タン校長）
- ハイスクール・ニンジャ
- パレーズ・エンド 完全版（2013年、ペローン）
- HAWAII FIVE-05（ヘイガン）
- FOREVER Dr.モーガンのNY事件簿（セルヒオ）
- THE BRIDGE/ブリッジ（特殊部隊隊長）
- ボードウォーク・エンパイア 欲望の街4（チップ）
- ラブレイン（2012年、マネージャー 他）
- Law & Order: UK（サイモン）
- 私はラブ・リーガル（ヒルマン）
- ワン・ミシシッピ 〜ママの生きた道、ワタシの生きる道（カイル）

#### テレビ番組
- 新・アメリカン・ビンテージ大修復!ビフォー&アフター（スティーブ、アンディ）

#### アニメ
- アドベンチャー・タイム（クラウド・ダンス）
- くまのアーネストおじさんとセレスティーヌ（ネズミ弁護士 他）
- 出張ヒーローZERO（ホガース）
- ドックはおもちゃドクター（パウロ）
- なんだかんだワンダー（シャーブローグ王）
- 忍者ハットリくん（蛙川ガマ夫、舌野肥蔵）
- ハルク: スマッシュ・ヒーローズ（バイク乗り）
- パワーパフガールズ（モンスター）

### ボイスオーバー
- Netflix ラストチャンス（アイザイア・ライト）
- ディスカバリーチャンネル
  - エジソンの卵
  - 好奇心の扉
- THE BIBLE（ロト 他）
- The Ultimate Fighter 15 Finale（サム・シシリア、アンディ・オーグル）
- デル
- ナショナルジオグラフィック
  - 「ガボン共和国」（ムウェンバ 他）
  - 「密着!ドバイ国際空港2」（ハッサン）
- BS世界のドキュメンタリー 地中海を渡ったシリア難民の記録
- BBC地球伝説国
- モーガン・フリーマンが語る宇宙

### ナレーション
- あまくない砂糖の話
- 幸せな一人ぼっち

### 舞台
- 「から騒ぎ」百年先俳優会（ボラチオ）

### その他コンテンツ
- 政府インターネットテレビ 「まめたろうとインフルエンザ」（まめじい）